# Zodion caesium
Zodion caesium är en tvåvingeart som beskrevs av Becker 1908. Zodion caesium ingår i släktet Zodion och familjen stekelflugor.
Artens utbredningsområde är Kanarieöarna. Inga underarter finns listade i Catalogue of Life.